# Капроновая кислота
Капро́новая кислота́ (гекса́новая кислота, химическая формула — С6Н12О2 или С5Н11COOH) — слабая химическая органическая кислота, относящаяся к классу предельных карбоновых кислот.
При стандартных условиях, капроновая кислота — это одноосновная карбоновая кислота, представляющая собой бесцветную жидкость с неприятным запахом.
Соли и анионы капроновой кислоты называют капрона́тами.

## Изомерия
Наряду с капроновой кислотой существует еще 7 структурных изомеров общей формулы С5Н11COOH:
- 4-метилпентановая кислота: СН3-СН(СН3)-СН2-СН2-COOH
- 3-метилпентановая кислота: СН3-СН2-СН(СН3)-СН2-COOH
- 2-метилпентановая кислота: СН3-СН2-СН2-СН(СН3)-COOH
- 2-этилбутановая кислота: СН3-СН2-СН(СН2-СН3)-COOH
- 3,3-диметилбутановая кислота: СН3-С(СН3)2-СН2-COOH
- 2,2-диметилбутановая кислота: СН3-СН2-С(СН3)2-COOH
- 2,3-диметилбутановая кислота: СН3-СH(СН3)-СH(СН3)-COOH

и 5 изомеров межклассовой изомерии:
- Метиловый эфир валериановой кислоты (метилвалерианат): СН3-СН2-СН2-СН2-СOO-СН3
- Этиловый эфир масляной кислоты (этилбутират): СН3-СН2-СН2-СOO-СН2-СН3
- Пропиловый эфир пропионовой кислоты (пропилпропионат): СН3-СН2-СOO-СН2-СН2-СН3
- Бутиловый эфир уксусной кислоты (бутилацетат): СН3-СOO-СН2-СН2-СН2-СН3
- Пентиловый эфир муравьиной кислоты (пентилформиат): СOO-СН2-СН2-СН2-СН2-СН3

## Физические свойства
Капроновая кислота — это бесцветная маслянистая жидкость с неприятным запахом. Плохо растворима в воде 9.68 г/л (20°С), 11.71 г/л (60)°С. Хорошо растворима в метаноле, этаноле, эфире.

## Химические свойства
По химическим свойствам капроновая кислота — это типичный представитель насыщенных алифатических карбоновых кислот. Кислота средней силы (pKa 4.88). Образует соли и сложные эфиры, галогенангидриды и ангидрид. Бромируется в α-положение бромом в присутствии фосфора.

## Получение и нахождение в природе
В природе эфиры капроновой кислоты находятся в различных животных жирах и в масле пальмы бабассу (0,2%). Содержится в древесине Goupia glabra (=tomentosa); может быть получена: из нитрила — Н3С[СH2]4CN, окислением нормального гексанола, окислением содержащейся в клещевинном масле рицинолевой кислоты; образуется при брожении сахара в присутствии гнилого сыра, почему и является побочным продуктом при маслянокислом брожении; из фибрина она образуется под влиянием стрептококков. Входит в состав молочных жиров (3.6—7.2 %). Для добывания рекомендуется фракционировка сырой масляной кислоты, связанная с промыванием фракций водой (масляная кислота сравнительно растворимее).

## Применение
Используется для получения сложных эфиров, применяемых в качестве ароматизаторов. Для получения гексилфенолов.

## Безопасность
Температура вспышки — 102°С, температура самовоспламенения — 380°С. Пределы взрываемости 1.3—9.3%. ПДК 5 мг/м3. ЛД50 — 3000 мг/кг (крысы перорально).